# 小行星9996
小行星9996（9996 ANS）是一颗绕太阳运转的小行星，为主小行星带小行星。该小行星于1960年10月17日发现。

## 轨道参数
小行星9996的轨道半长轴为2.7968557 UA，离心率为0.234。